# Ретровіруси
Ретровіруси (Retroviridae) — родина вірусів. Це оточені мембраною віруси, які мають РНК геном, який реплікують через ДНК як проміжну ланку. Ретровіруси залежать від ферменту зворотної транскриптази для здійснення зворотної транскрипції свого геному з РНК у ДНК, який може потім бути об'єднаний з геномом хазяїна за допомогою ферменту інтегрази, після чого вірус реплікується разом з геномом клітин хазяїна. Відомим представником ретровірусів є вірус імунодефіциту людини (ВІЛ).

## Морфологія віріонів
Віріони ретровірусів сферичної форми, розміром 90-120 нм, мають суперкапсиду ліпопротеїнової природи з шипоподібними пепломерами. Капсид побудований за типом кубічної симетрії. Ретровіруси містять до 2 % РНК, близько 65 % білку, 30 % ліпідів та 2 % вуглеводів.
Характерною структурною особливістю у віріонів ретровірусів є унікальна серцевина. Остання представлена власною капсулою (внутрішня білкова мембрана) та нуклеотидом, до складу якого входить РНК і білок. За будовою серцевини онковіруси поділяються на три типи: С, В та D. Віріони типу С (діаметр близько 100 нм) мають крупну (74-80 нм), розташовану центрально, серцевину. У віріонів типу В і D серцевини розташовані ексцентрично. У перших вона округлої а у останніх циліндричної форми.

## Фізичні властивості
Вірус термолабільний — при 56 °С руйнується протягом 15-ти хвилин, при 74 °С за 16 секунд, чутливий до ефіру і хлороформу, руйнується при заморожуванні-відтаванні.

## Геном
Геном ретровірусів, на відміну від всіх останніх представників царства вірусів, диплоїдний — представлений двома однаковими молекулами РНК, молекулярною масою близько 3 МД. Розмір геному 7-11 kb. Він містить чотири гени: (5'→3') gag, pol, env, src.
- Ген gag (від англ. group specific antigens — групоспецифічні антигени) містять близько 2500 нуклеотидів.
- Ген pol (від англ. polimerase- полімераза) містить близько 3000 нуклеотидів і кодує фермент зворотню транскриптазу.
- Ген env (від англ. envelope — оболонка) містить близько 2200 нуклеотидів та кодує поліпептид з молекулярною масою 90 кД, який є попередником глікопротеїнів (gp85 та gp37).
- Ген src, або онкоген (1600—2000 нуклеотидів) кодує білок молекулярною масою 60 кД. Останній характеризується протеїнкіназною активністю і відіграє ключову роль в індукції неопластичної трансформації клітин. Він є лише у онковірусів що характеризуються трансформуючим впливом на клітини. На репродукцію вірусу він не впливає. Втрата всіх інших генів обумовлює дефектність вірусу.

Стратегія реплікації ядерна:
1. Вірус прикріпляєтся до рецепторів через SU глікопротеїн. TM глікопротеїн викликає злиття з мембраною клітини.
2. Проникнення і часткове роздягання
3. Геном одноланцюгової РНК копіюєтся в лінійну молекулу дволанцюгової ДНК зворотньою транскриптазою.
4. Проникнення дволанцюгової ДНК в ядро і ця ДНК ковалентно і випадковим способом інтегрується в геном клітини вірусною інтегразою (=інтеграція провірусу).
5. Транскрипція Pol II продукує вірусну сплайсовану і не несплайсовану РНК
6. Експорт з ядра неповністю сплайсованої РНК
7. Трансляція несплайсованої вірусної РНК продукує поліпротеїни Env, Gag and Gag-Pol.
8. Збирання вібріона на клітинній мембрані хазяїна і пакування вірусного РНК геному.
9. Брунькування через плазматичну мембрану і звільнення віріонів
10. Протеолітичний процесинг полі протеїнів вірусною протеазою і дозрівання

## Білки, ліпіди, вуглеводи
У складі ретровірусів виявляється від 11 до 13 структурних білків. Найменше білків локалізовано у серцевині. Головний внутрішній білок Р27-Р30 розташований у мембрані, що оточує РНК. Два-п'ять білків гліколізовані і знаходяться у складі ліпопротеїнової оболонки. З ними пов'язана типоспецифічна характеристика вірусів. Групоспецифічні антигени знаходяться у серцевині вірусу. Основним групоспецифічним антигеном є головний внутрішній білок Р27-Р30.
У віріонах онковірусів виявлено ряд білків з ферментативною активністю, зокрема РНК-залежна ДНК-полімераза, ДНК-залежна ДНК-полімераза, нуклеази, протеїнкінази і інші.
Зворотна транскриптаза (РНК-залежна ДНК-полімераза) зв'язана з нуклеоїдом віріонів і представлена у онковірусів 10-20 молекулами на віріон. Молекулярна маса цього ферменту у віріонах типу С становить 70 кД, у В та D — 100—105 кД. У онковірусів птахів ідентифіковано дві форми зворотної транскриптази: L (65 кД) та В (105 кД). У віріоні вони утворюють комплекс LB.
Ліпіди знаходяться у складі ліпопротеїдної оболонки і мають клітинне походження.
Вуглеводи входять до складу глікопротеїдів
Глікопротеїди є типоспецифічними антигенами, беруть участь в реакції нейтралізації. Основним є глікопротеїд зовнішньої мембрани — SU.

## Біологічні властивості
Господар — хордові — примати, парнокопитні, непарнокопитні та хижаки.
Шляхи передачі в природі: трансмісивний шлях, парентеральний, вертикальний.
Переносники відсутні.
Географіче розповсюдження: по всьому світу.
Патогенез. У природних умовах патогенні для великої рогатої худоби. В експериментальних — захворюють телята, вівці.
У природних умовах зараження чутливих тварин може відбуватись пренатально та частіше постнатально. Механізм пренатального зараження може являти собою передачу вірусного геному через гамети (генетична чи хромосомна трансляція) або передачу сформованого вірусу (епігенетична екстрахромосомна трансляція).
Постнатальна передача здійснюється через молоко чи під час прямого контакту. У останньому випадку вірус заноситься в організм з різноманітними секретами і екскретами або комахами чи контамінованими об'єктами (ін'єкційними голками, хірургічними інструментами тощо). Доведено, що вірус тривалий час персистує в організмі кліщів і може передаватись через них великій рогатій худобі.
Контактна передача — основний шлях розповсюдження лейкозу в природних умовах. Це потрібно мати на увазі тим, хто маніпулює в несприятливих по лейкозу стадах тварин.
Тропізм: найчастіше клітини імунної системи.
Патологічні зміни: знищують популяцію імунокомпетентних клітин, що призводить до загибелі особин від опортуністичних інфекцій. Порушення геному можуть викликати рак.

## Профілактика та лікування. Імунітет
Вакцини для профілактики розробляються. Лікування ВІЛ — комбінована терапія з азидотимідином та інгібітором протеази ВІЛ.
У природних умовах певне значення має колостральний імунітет, який триває кілька місяців і залежить від ряду обставин, зокрема від кількості молозивних імуноглобулінів.
У дорослих інфікованих тварин, попри наявність віруснейтралізуючих антитіл і інших факторів захисту, інфекційний процес не зупиняється. Штучна імунізація поки що не набула широкого розповсюдження. Є повідомлення щодо позитивних результатів при використанні інактивованих препаратів. Двократне введення інактивованої 0,05 % АЕН, або 0,02 % ДЕІ вакцини телятам обумовило індукцію високих титрів віруснейтралізуючих антитіл та резистентність до експериментального зараження.

## Класифікація
- Orthoretrovirinae
  - Alpharetrovirus
  - Betaretrovirus
  - Deltaretrovirus
  - Epsilonretrovirus
  - Gammaretrovirus
  - Lentivirus
- Spumaretrovirinae
  - Bovispumavirus
  - Equispumavirus
  - Felispumavirus
  - Prosimiispumavirus
  - Simiispumavirus